# Zsolt Petry
Zsolt Petry (Budapest, 23 settembre 1966) è un ex calciatore ungherese, di ruolo portiere. Dalla stagione 2016/2017 è l'allenatore dei portieri all'Hoffenheim.

## Palmarès

### Club

#### Competizioni nazionali
- Campionato ungherese: 2

MTK Budapest: 1986-1987
Honved: 1990-1991